# Antonio Sant'Elia

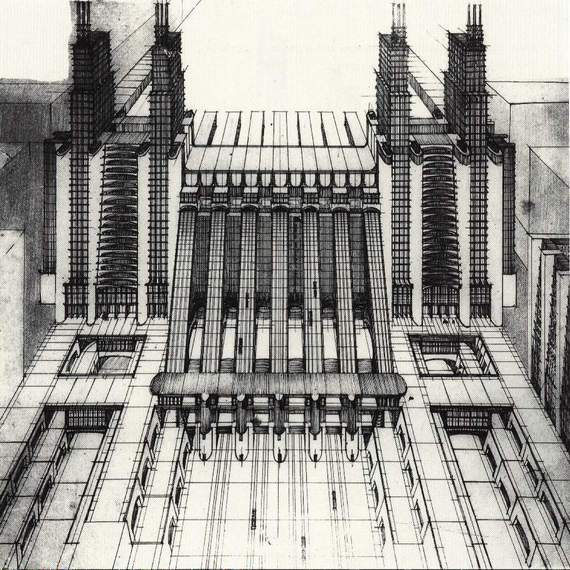
Perspectieftekening uit La Citta Nuova, 1914.

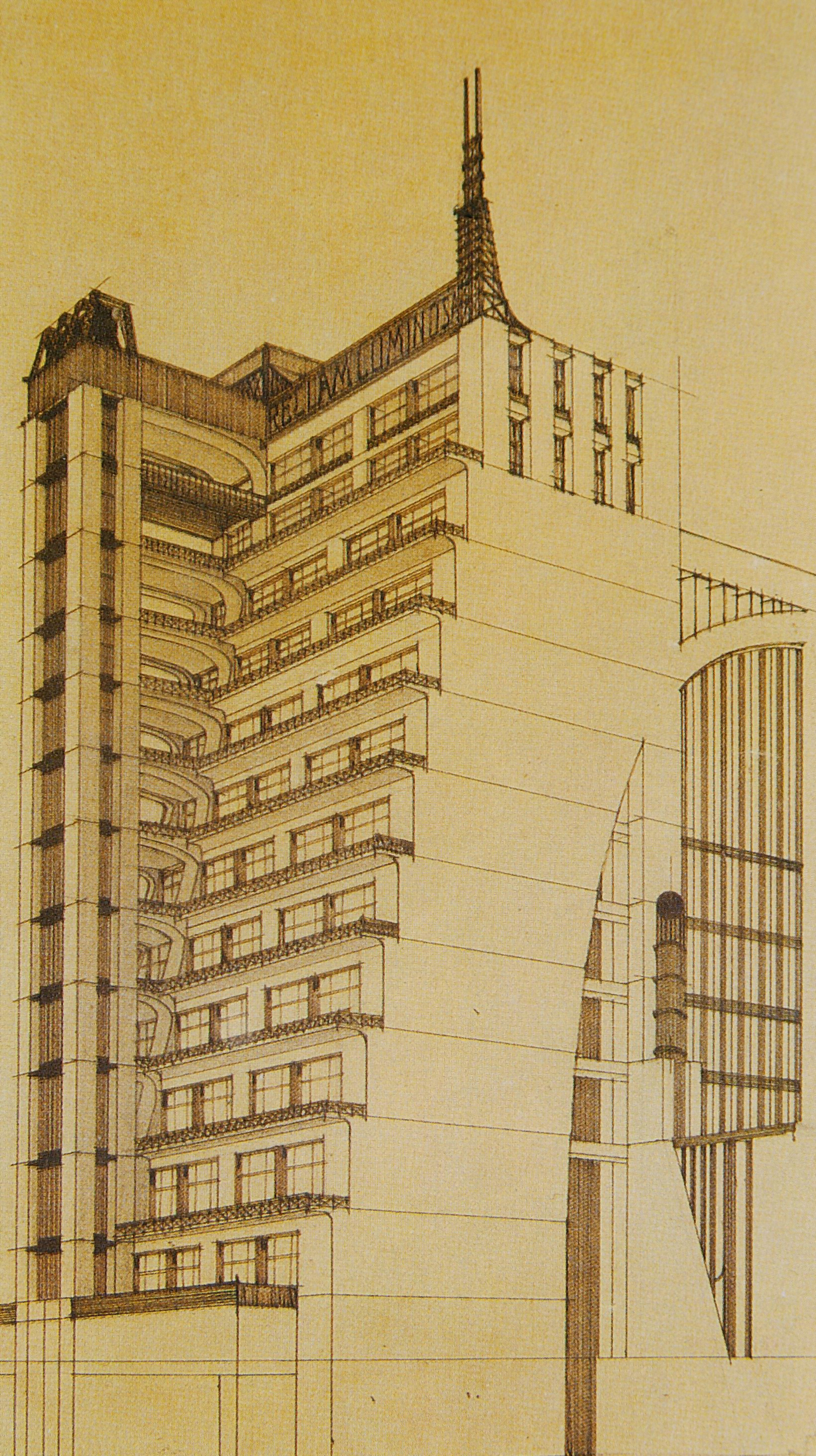
Een perspectieftekening door Sant'Elia, 1914.

Antonio Sant'Elia  (Como, 30 april 1888 - nabij Monfalcone, 10 oktober 1916) was een Italiaans futuristisch architect. 
Antonio Sant'Elia studeerde aan de technische school te Como. Hij was mede betrokken bij de oprichting van de groep Nuove Tendenze. Op de eerste tentoonstelling van deze groep in 1914 toonde hij zijn ontwerpen voor een futuristische stad, zijn 'Citta Nuova'. Bij deze ontwerpen schreef hij de tekst 'Messagio' waarin hij verduidelijkt op welke wijze een stad in de toekomst geconstrueerd dient te worden. In deze tekst pleit hij ervoor de vormen van het verleden achterwege te laten en voor de moderne stedenbouw nieuwe vormen te ontwikkelen die zich baseren op de verworvenheden van de wetenschap. 
Sant'Elia sneuvelde tijdens de Achtste Slag aan de Isonzo, nadat hij vrijwillig dienst had genomen in het Italiaanse leger.
Het enige door hem ontworpen gebouw van Sant'Elia is de Villa Elisi (1912) in San Maurizio bij Como.